# Plinia moaensis
Plinia moaensis är en myrtenväxtart som beskrevs av Attila L. Borhidi. Plinia moaensis ingår i släktet Plinia och familjen myrtenväxter. Inga underarter finns listade i Catalogue of Life.